# اچوولی
اچوولی (به لاتین: Achchuveli) در سری‌لانکا است که در استان شمالی (سری‌لانکا) واقع شده‌است.